# Libra (měna)

Státy, ve kterých se platí librou (tmavě modrou barvou), případně lirou (světle modrá barva)

Libra je název několika měn používaných v různých částech světa. Název pro měnovou jednotku vznikl ve Franské říši při měnové reformě, kterou provedl Karel Veliký (libra z latinského „pondus“ - jednotka hmotnosti) a následně se začal užívat i ve Velké Británii jako hodnota jedné libry stříbra. Anglický výraz pound je stejného základu jako německé Pfund, nizozemské pond či švédský pund vycházejícího z latinského „lībra pondō“ (libra váhy).
Dnes tento termín může odkazovat na anglický název řady (především britských a souvisejících) měn a různých bývalých měn.

## Současné měny
- Libra šterlinků nebo GBP (Great Britain Pound – Libra Velké Británie; reprezentována znakem pro libru: £) užívaná v Anglii, Walesu, Skotsku a Severnímu Irsku
  - příbuzné měny, které mají stálý kurz vůči GBP, používané v korunních závislých územích, které nemají vlastní ISO kód a jsou jen lokální variantou libry šterlinků:

  1. Manská libra
  2. Guernseyská libra
  3. Jerseyská libra

  - mezinárodně uznávané, samostatné měny, které jsou pevně svázány s britskou librou:

  1. Gibraltarská libra
  2. Svatohelenská libra
  3. Falklandská libra

- Egyptská libra
- Libanonská libra
- Syrská libra
- Súdánská libra
- Jihosúdánská libra

## Historické měny
- Australská libra (až do 1966, nahrazena australským dolarem) poznámka: Australská libra byla též používána na Ostrovech Gilbert a Ellice, Nauru, Nových Hebridách a Papui Nové Guineji. Australská libra byla nahrazena na Nových Hebridách roku 1977 novohebridským frankem.
- Bahamská libra (až do 1966, nahrazena bahamským dolarem)
- Barbadoská libra (až do 1950, nahrazena barbadoským dolarem)
- Bermudská libra (až do 1970, nahrazena bermudským dolarem)
- Biafrická libra (1968 do 1970, nahrazena nigerijskou librou)
- Kanadská libra (až do 1859, nahrazena kanadským dolarem)
- Fidžijská libra (až do 1969, nahrazena fidžijským dolarem)
- Gambijská libra (od 1968 do 1971, nahrazena gambijským dalasim)
- Ghanská libra (od 1958 do 1965, nahrazena ghanským cedim)
- Irská libra (až do 2002, nahrazena eurem)
- Izraelská libra (nahrazena šekelem)
- Jamajská libra (až do 1968, nahrazena jamajským dolarem) poznámka: Jamajská libra byla také používána na Kajmanských ostrovech a ostrovech Turks a Caicos až do roku 1968.
- Jihoafrická libra (až do 1961, nahrazena jihoafrickým randem) poznámka: Jihoafrická libra byla také používaná v bývalých afrických státech Basutsko, Bečuánsko a Jihozápadní Africe
- Kyperská libra (od 1879 do 2008, nahrazena eurem)
- Malawiská libra (od 1964 do 1970, nahrazena malawiskou kwachou)
- Maltská libra (až do 1972, nahrazena maltskou lirou)
- Novozélandská libra (až do 1967, nahrazena novozélandským dolarem) poznámka: Novozélandská libra byla také používána na Cookových ostrovech a na Pitcairnových ostrovech. Také byla používána v Západní Samoi až do 1962, kdy byla nahrazena západosamojskou librou, a v Tonze až do 1967, kdy ji nahradila tonžská pa'anga
- Nigerijská libra (od 1958 do 1973, nahrazena nigerijskou nairou)
- Palestinská libra (nahrazena izraelskou librou (sloužila také jako jordánská libra, ale byla v Jordánsku nahrazena dinárem))
- Rhodeská libra (až do 1970 v Rhodesii, nahrazena rhodeským dolarem; až do 1964 v Ňasku, nahrazena malawiskou librou; a až do 1964 v Severní Rhodesii
- Skotská libra (před rokem 1707)
- Západoafrická libra
  - v Britském Kamerunu nahrazena CFA Frankem roku 1961
  - v Gambii nahrazena gambijskou librou roku 1968
  - v Ghaně nahrazena ghanskou librou roku 1958
  - v Libérii nahrazena americkým dolarem roku 1943
  - v Nigérii nahrazena nigerijskou librou roku 1958
  - v Sierra Leone nahrazena leonem roku 1964
- Západoindická libra (až do 1949, nahrazena východokaribským dolarem)
- Západosamojská libra (od 1962 do 1967, nahrazena talou)
- Zambijská libra (od 1964 do 1968, nahrazena zambijskou kwachou)

## Jiné označení libry
- Italská lira – bývalá italská měnová jednotka
- Maltská lira – bývalá maltská měnová jednotka (dříve maltská libra)
- Turecká lira – turecká měnová jednotka